# Intelligent Speech Analyser
Intelligent Speech Analyser (ISA) ist ein in Finnland entwickelter Sprach- und Tonanalysator.

## Die erste Präsentation desIntelligent Speech Analyser(ISA)
Die erste Präsentation des von Raimo Olavi Toivonen entwickelten Intelligent Speech Analyser (ISA) fand im Januar 1987 beim finnischen Phonetik-Treffen an der Universität Jyväskylä statt. Die Entwicklungsarbeiten begannen 1985 und wurden seitdem fortgesetzt.

## Artikel, deren einige Ergebnisse mit ISA erzielt wurden
In 103 akademischen Arbeiten, von denen 28 Dissertationen sind, wurde die gesprochene Sprache mit Hilfe der von Toivonen entwickelten ISA untersucht. Insgesamt gibt es fast 500 Publikationen. Mit ISA wurden 17 gesprochene Sprachen akademisch recherchiert und Artikel mit 15 Sprachen geschrieben. Diese 17 gesprochenen Sprachen sind Finnisch, Finnische Dialekte, Finno-ugrisch, Finnlandschwedisch, Schwedisch, Estnisch, Isländisch, Ungarisch, Polnisch, Tschechisch, Deutsch in verschiedenen europäischen Ländern, Russisch, Englisch in verschiedenen Ländern, Französisch, Griechisch in Athen, Kreta und Zypern, Portugiesisch, Spanisch in Spanien, Südamerika und Nordafrika.
Mit ISA wurden wissenschaftliche Publikationen in folgenden Bereichen veröffentlicht:
- Phonetik,[6][7][8][9][20][18][21][22][23][24][25][26]
- Messung von Formanten der menschlichen Stimme (F1, F2, F3 und F4),[20][18][6][7][8][9]
- Bark Scale Formant Charts der menschlichen Stimme,[20][18][6][7][8][9][10][27][28]
- Messung der Grundfrequenz der menschlichen Stimme (F0),[9][14][15][29][30][21][31][6]
- Segmentierung der menschlichen Stimme,[32][33][34][35][36]
- Computer Voice Field (CVF) der menschlichen Stimme,[14][15][37][38][39][40][41][42][43]
- FFT-Spektrum der menschlichen Stimme,[18][20][21][31][6]
- FFT-Spektrogramm der menschlichen Stimme,[18][20][6]
- FFT-Spektrumserie der menschlichen Stimme,[18][20]
- LPC-Spektrum der menschlichen Stimme,[18][20][21][6]
- LPC-Spektrogramm der menschlichen Stimme,[18][20]
- LPC-Spektrumserie der menschlichen Stimme,[18][20][6]
- Cepstrum der menschlichen Stimme,[18][20]
- Cepstrumserie der menschlichen Stimme,[18][20]
- Auditory spektrum der menschlichen Stimme,[21]
- Auditory spektrogramm der menschlichen Stimme,[21]
- Auditory spektrumserie der menschlichen Stimme,[21]
- Phonetogramm der menschlichen Stimme,[31]
- Jitter, Schimmer, S/N-Verhältnis der menschlichen Stimme,[44][45][46]
- F0-Verteilung der menschlichen Stimme auf der Halbton Skala,[44][45][31]
- Sprachanalyse auf einer Lautheitsskala (in Sone Skala) der menschlichen Stimme,[33][34][35]
- Schalldruckpegel (SPL, Sound pressure level) der menschlichen Stimme,[47][48][49][31][11][12]
- Langfristiges Durchschnittsspektrum (Long-Term Average Spectrum) der menschlichen Stimme,[47][48][49][31][11][12]
- Alpha ratio of Long-Term Average Spectrum der menschlichen Stimme,[47][48][49][31][11][12]
- L0, L1, L2, L3 L4, L1-L0 of Long-Term Average Spectrum der menschlichen Stimme,[47][48][49][31][11][12]
- Leq, Äquivalenter Dauerschallpegel (Leq, Equivalent continuous sound level) der menschlichen Stimme,[47][48][49][31]
- Spektrale Eigenschaften einer guten menschlichen Stimme,[31][47][48][49][50][51][11][12]
- Die Stimme des Lehrers,[44][45][52][53][54][55][56][57][58][59][60][61][62]
- Radio Speech,[19][63]
- Prosodie der menschlichen Stimme,[32][33][34][35]
- Emotionen in der Stimme,[64][65][66]
- Rikosäänilausunto,[67][68][69][70][71]
- Sprachsynthese mit Synte 2 text-to-speech synthesizer, SPL1 Forschung Sprachsynthesizer und ISA,[36][24]
- Gehirnforschung mit Synte 2 text-to-speech synthesizer, SPL1 Forschung Sprachsynthesizer und ISA,[72][73][74][75][76][77][78][79]
- Phonologie,[10][80][27][81]
- Psychoakustik,[20][18][21]
- Sprachtherapie,[31]
- Vocology,[82][64][83]
- Phoniatrie,[14][15][37][38][39][40][41][42][43][84]
- Audiologie,[85][86]
- Musikinstrumentenforschung,[16][87][17][88][89][90]
- Vogelgesang.[4]